# Мальтійсько-югославські відносини

Поділ Європи часів холодної війни перед проголошенням незалежності Кіпру та Мальти.

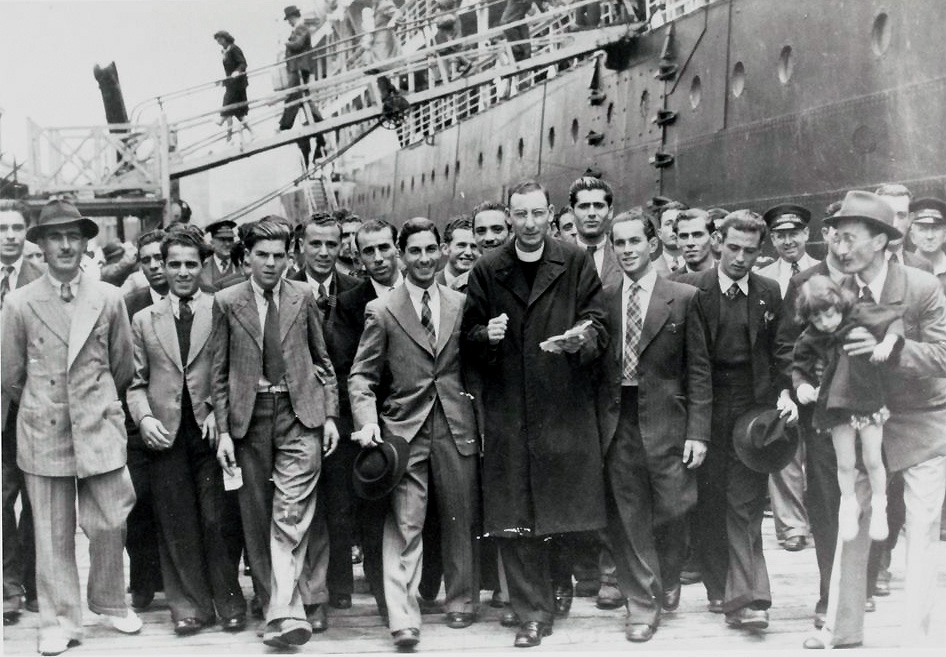
Мальтійські іммігранти висаджуються в Сіднеї з югославського пароплава «Партизанка», 1948 р.

Мальтійсько-югославські відносини — історичні двосторонні відносини між Мальтою і зниклою внаслідок розпаду Соціалістичною Федеративною Республікою Югославія.

## Історія
Під час холодної війни обидві держави та ще Кіпр належали до невеличкої групи європейсько-середземноморських країн-членів Руху неприєднання — групи, яка своєю чергою входила до більшої групи нейтральних і неприєднаних європейських держав. Позаблокові країни Європи виступали за послаблення поділів, відкидання сфер впливу наддержав і за співробітництво різноманітних країн континенту. Впродовж холодної війни всі три європейсько-середземноморські країни з Руху неприєднання розвивали тісну економічну співпрацю з Європейським економічним співтовариством.
Перші неофіційні контакти між комуністичною Югославією та Мальтою відбулися на завершальному етапі Другої світової війни, коли в 1944 році група югославських партизанів перебувала на Мальті з метою стаціонарного лікування і подальшої бойової підготовки. Партизани залишили трохи німецької зброї, яку вони захопили в боях і яку згодом було виставлено в Національному військовому музеї Мальти у Форті святого Ельма. Завдяки своїй відданості Руху неприєднання мальтійська дипломатія відігравала у Белграді більш помітну роль, ніж на те вказував розмір країни чи обсяг двосторонньої торгівлі. Мальта та Югославія разом із Кіпром відстоювали визнання європейського та середземноморського аспектів Руху неприєднання. Це сприймалося як наполягання на універсалістській інтерпретації руху та як противага виключно триконтинентальним пропозиціям (Азія—Африка—Латинська Америка).
Під час позначеного відносинами з Лівією Каддафі правління на Мальті Мінтоффа Югославія залишалася теплим союзником Мальти, ймовірно, головним союзником у Європі. Президент Мінтофф одержав від прем'єр-міністра Югославії Джемаля Бієдича запрошення відвідати Югославію з 9 по 15 жовтня 1971 року і в ході цього візиту той зустрівся з президентом Тіто, Едвардом Карделем і Мірком Тепавацем. 1977 року майбутній міністр закордонних справ Міхаель Френдо написав дипломну роботу на тему «Робітниче самоврядування: Нова концепція юридичної структури підприємства на Мальті та в Югославії».